# Abdelfettah Rihati
Abdelfettah Rihati (25 febbraio 1963) è un ex calciatore marocchino, di ruolo attaccante.

## Carriera
Con la Nazionale marocchina ha preso parte ai Mondiali 1986.